# 广州 (渤海国)
广州，渤海国的铁利府所领六州之一，依郭州。
广州治所在今黑龙江省依兰县西南马大屯，辖境到伯力（俄罗斯哈巴罗夫斯克）附近。领县不详。辽朝灭渤海，辽太宗迁广州百姓至今辽宁省沈阳市西南，改设铁利州统置，后又复名广州。